# Polsko-Amerykański Fundusz Pożyczkowy Inicjatyw Obywatelskich
Fundusz PAFPIO (kiedyś Polsko-Amerykański Fundusz Pożyczkowy Inicjatyw Obywatelskich) został założony w 1999 roku przez Polsko-Amerykański Fundusz Przedsiębiorczości (ta sama instytucja powołała Polsko-Amerykańską Fundację Wolności, do której obecnie należy Fundusz PAFPIO). Szefem Funduszu jest Dorota Pieńkowska.
Fundusz PAFPIO udziela pożyczek i doradza organizacjom pozarządowym (stowarzyszenia, fundacje), grupom nieformalnym (np. komitetom rodzicielskim), szkołom, spółkom działającym na zasadach non-profit czy spółdzielniom socjalnym. Wsparcie jest przeznaczone na działalność statutową (nieodpłatną i odpłatną) oraz gospodarczą.
Fundusz PAFPIO współorganizuje również projekty finansowane ze środków Europejskiego Funduszu Społecznego. Prowadzi działalność związaną z edukowaniem społeczeństwa na temat przekazywania 1 proc. podatku czy transparentności trzeciego sektora.
Siedziba Funduszu PAFPIO znajduje się w Warszawie.